# Musikalbum
För andra betydelser, se Album.

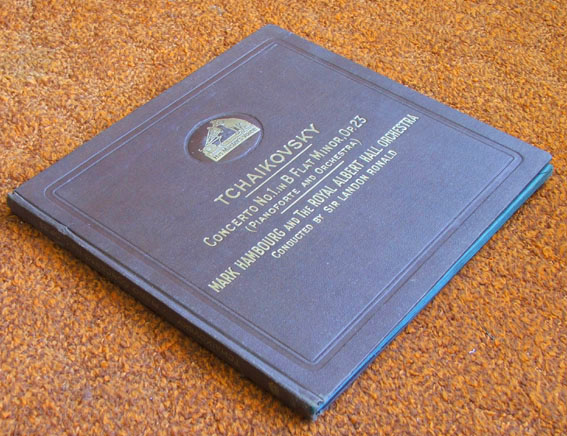
De tidiga albumen var förpackningar på 78 RPM-skivor i bokformat, likt ett fotoalbum.

Musikalbum eller bara album, ibland kallat fullängdare eller LP (Long Play), är ett format för att paketera och distribuera ett antal musikstycken, vanligen cirka 10 till 15 om det är populärmusik och cirka 15–20 stycken om det är ett samlingsalbum.
Termen album härrör från bruket att samla ett antal 78-varvare från en artist/grupp i ett fysiskt album att bläddra i. Första sådana samlingen att kallas album var Pjotr Tjajkovskijs Nötknäpparen 1909.
Vanligaste distributionsformat för album har i tur och ordning varit stenkakor, vinylskivor, kassettband, CD och digital nedladdning. Ett annat sätt att sälja album är via DVD-album som innehåller både video och ljudspår.[källa behövs]
Ett album innehåller vanligen minst fem låtar eller mer än 20 minuters speltid, annars kallas det en EP (Extended Play) eller singel. Men artisten/gruppen kan även välja att släppa ett dubbelalbum där två skivor utgör en enhet. Detta är vanligt för samlingsalbum och livealbum. Även trippelabum förekommer.[källa behövs]
Framförallt dansband brukar numera tala om fullängds-cd eller full-cd som parallellt begrepp till album för att skilja dem åt från singelskivorna.[källa behövs]
Perioden från mitten av 1960-talet till det tidiga 2000-talet kallas inom populärkulturen för "albumeran" då musikalbum var det viktigaste formatet för artister att lansera sin musik. Det blev mer fokus på helheten än på enstaka hitlåtar, och man lade ofta även stor vikt vid utformningen av albumens omslag. Lanseringen av så kallade strömningstjänster som Spotify, där intresset mer ligger på enskilda låtar och spellistor, har gjort att vissa har förutspått musikalbumets död, men det är på 2020-talet fortfarande vanligt att musikalbum säljs som både vinyl och CD.

## Typer av album
- Studioalbum – album inspelat i en studio; ibland kallat fullängdsalbum eller bara album (vilket då exkluderar live- och samlingsalbum).
  - Debutalbum – kallas det första studioalbum en artist ger ut.
  - Konceptalbum – typ av studioalbum vars låtar följer ett givet tema.
  - Coveralbum – album med bara coverlåtar.
  - Julalbum – album med julsånger.
- Livealbum – album inspelat live från en eller flera av artistens konserter.
- Samlingsalbum – album med mestadels tidigare utgivet material.
  - Greatest hits (även Best of m.m.) – samlingsalbum med en artists mest framgångsrika låtar.
  - Rarities – samlingsalbum med en artists sällsynta låtar, till exempel b-sidor och demolåtar.
  - Blandade artister – samlar inspelningar av olika artister (ett känt exempel i Sverige är Absolute Music-serien).
  - Hyllningsalbum (eller tributalbum) – coveralbum inspelat av blandade artister i syfte att hylla en specifik artist.
- Dubbelalbum – album med två CD- eller LP-skivor i samma förpackning. Kan innehålla både studio-, live och/eller samlingsskivor.
- Soloalbum – album som ges ut av en soloartist (eventuellt bättre känd som medlem av en grupp).

## Titellåt
Många musikalbum – åtminstone inom populärmusiken – innehåller en låt med samma namn. Denna, i regel betitlad titellåt, spelar ofta särskild roll på albumet. Antingen kan den vara en av de singellåtar som lanseras tillsammans med albumet, alternativt en annan för albumet eller musikern viktig låt.